# The Jeremy Kyle Show
The Jeremy Kyle Show was een Brits praatprogramma, gepresenteerd door Jeremy Kyle. De eerste uitzending was op 4 juli 2005. In mei 2019 kondigde de zender ITV onverwachts aan te stoppen met de show na de zelfmoord van een deelnemer. De Jeremy Kyle Show was opdat moment een van de best bekeken talkshows op de Britse televisie met elke dag ruim een miljoen kijkers.

## Inhoud
De Jeremy Kyle Show werd gepresenteerd door presentator Jeremy Kyle en stond beter bekend als een Britse variant op bekende, Amerikaanse talk- en confrontatieshows als The Jerry Springer Show en Maury. Mensen met problemen werden in de studio uitgenodigd om samen met de presentator en het 'aftercare' team de problemen op te lossen. Een vast patroon van de show was presentator Kyle die standaard veel gebruik maakte van de good cop/bad cop-methode door het ene moment poeslief tegen zijn gasten te zijn en het andere moment verbaal en schreeuwend tegen ze tekeer ging. Ook het standaard achtervolgen door het studiogebouw en provoceren van gasten als ze de studio verlieten behoorde tot een kenmerk van de show. 
Kyle werd in de show bijgestaan door twee bodyguards, Security Steve en Dan, en psychotherapeut Graham Stanier. De show werd sinds 2005 elke werkdag in de ochtend rond 9.25 uitgezonden op ITV en was de best bekeken dagelijkse talkshow van ITV en een van de populairste talkshows van Engeland, met dagelijks ruim een miljoen kijkers. 
Een gemiddelde aflevering bestond uit het inleiden van een probleem tussen de gasten, met daarna een confrontatie tussen hen en bemiddeling van Kyle, gevolgd door het presenteren van een resultaat (meestal van een DNA-test of leugendetectortest) en het aanbieden van een oplossing. 
Veel van de gasten kwamen voor DNA-testen of een test met de leugendetector. De resultaten zorgde veelal voor veel emoties en ophef onder de gasten. Uiteindelijk zou de test met de leugendetector, die het meest voorkwam in de show, het einde van de show betekenen nadat een van de gasten zelfmoord pleegde na afloop van de show, nadat uit zijn test bleek dat hij had gelogen.
Daarnaast besteedde de show ook aandacht aan lichtere en gevoeligere onderwerpen, zoals het tegengaan van pesten, opkomen en in het zonnetje zetten van zieke kinderen, het opspeuren en verenigen van vermiste familieleden of vrienden en mensen een podium geven die dat nodig hadden of een bijzondere en/of merkwaardig talent of lichaamseigenschap hadden. 

### Einde
De laatste uitzending van het programma was in de ochtend en avond van 10 mei 2019. Een dag eerder op 9 mei pleegde Steven Dymond zelfmoord. Hij was een week eerder deelnemer aan het programma voor het afnemen van een leugendetectortest. Hiermee probeerde hij zijn partner te overtuigen dat hij niet was vreemdgegaan. Zijn testresultaat gaf echter aan dan hij had gelogen en dus wel vreemd was gegaan. Hierna volgde een typische tirade van presentator Kyle aan de man, waarna Dymond op het podium in elkaar stortte. Hij verliet aangeslagen met zijn partner de studio en ze gingen kort na de opname uit elkaar. Dymond werd op 9 mei dood aangetroffen in huis. Hij had zelfmoord gepleegd met behulp van een overdosis naar aanleiding van de uitzending. De betreffende aflevering was op dat moment nog niet uitgezonden op televisie.
Na het incident besloot zender ITV op 10 mei dat de resterende afleveringen tijdelijk niet zouden worden uitgezonden. Op 15 mei maakte de zender bekend dat de serie definitief gecanceld zou worden. De resterende afleveringen zouden niet meer worden uitgezonden. De website van het programma werd uit de lucht gehaald, en ook alle socialemediakanalen werden verwijderd. Op Youtube had het programma op dat moment 1,6 miljoen abonnees en op Twitter 38000 volgers. 